# Olof Widgren

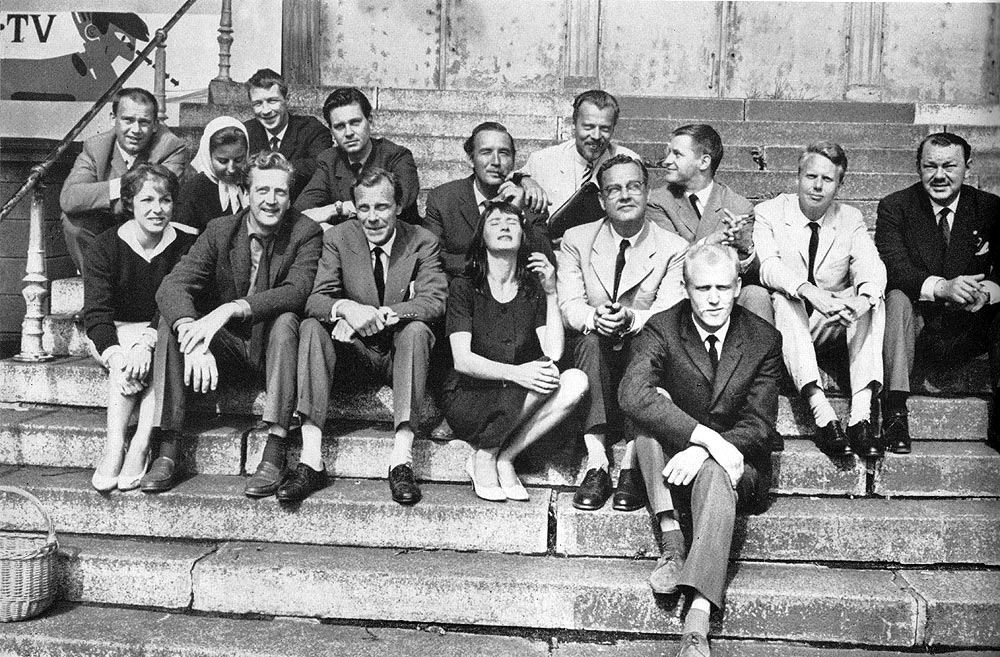
Widgren (primera fila, tercero por la izq.) con un equipo de la temporada televisiva 1961/1962

Olof Widgren (9 de junio de 1907 - 6 de marzo de 1999) fue un actor teatral, cinematográfico y televisivo de nacionalidad sueca.

## Biografía
Su nombre completo era Johan Olof Pettersson Widgren, y nació en Estocolmo, Suecia. En sus comienzos fue actor en representaciones estudiantiles, formándose después en la escuela del Teatro Dramaten entre los años 1928 y 1931. Finalizados sus estudios, fue contratado por Gösta Ekman (sénior) para actuar en 1931–1935, pasando después al Dramaten, donde trabajó hasta 1969. Además actuó en teatros de Norrköping y Malmö, en el Riksteatern y en teatro televisado.
Debutó en el cine en 1930 con la película de Julius Jaenzon Ulla, min Ulla, participando a lo largo de su carrera en más de cincuenta producciones televisivas y cinematográficas.
Entre los años 1947 y 1955 recitó el poema Nyårsklockan en las instalaciones del Skansen. Fue galardonado en 1967 con el Premio O'Neill.
Olof Widgren falleció en Estocolmo en el año 1999. Fue enterrado en el Cementerio Norra begravningsplatsen de dicha ciudad.
En 1933 se había casado con Nancy Kristina Louise Johansson Peiram, nacida en 1906 en Helsingborg, y muerta en 1942 en Estocolmo. Se casó por segunda vez en 1943, con Hulda Elisabeth Mireille Hammar, nacida en 1909 y muerta en 1959 e Estocolmo. Finalmente, en 1963 se casó con Anna (Anni) Kihlgren (nacida en 1929 y fallecida en 2019 en Estocolmo). Widgren fue el padre de la autora Lillemor Widgren Matlack (nacida en 1934), la actriz Kerstin Widgren (nacida en 1936), el funcionario y político Jonas Widgren (1944–2004), y el profesor Mats Widgren (nacido en 1948). La actriz y directora Helena Bergström es nieta suya .

## Filmografía

### Cine
- 1930 : Ulla, min Ulla
- 1935 : Valborgsmässoafton
- 1938 : Karriär
- 1938 : Pengar från skyn
- 1940 : Stål
- 1940 : Juninatten
- 1941 : Hem från Babylon
- 1942 : Kan doktorn komma?
- 1942 : En sjöman i frack
- 1943 : Ungt blod
- 1943 : Sjätte skottet
- 1943 : På liv och död
- 1943 : Herre med portfölj
- 1944 : En dag skall gry
- 1944 : Räkna de lyckliga stunderna blott
- 1944 : Jag är eld och luft
- 1944 : Vändkorset
- 1945 : Den allvarsamma leken
- 1946 : Ödemarksprästen
- 1946 : Midvinterblot
- 1949 : Bara en mor
- 1953 : Barabbas
- 1954 : Karin Månsdotter
- 1955 : Så tuktas kärleken
- 1956 : Tarps Elin
- 1956 : Sista paret ut
- 1957 : Ingen morgondag
- 1960 : Domaren
- 1963 : El silencio

### Televisión
- 1957 : Svarta handsken
- 1959 : Romeo och Julia i Östberlin
- 1960 : Antigone
- 1961 : Utan fast bostad
- 1961 : Kardinalernas middag
- 1961 : Han som fick leva om sitt liv
- 1961 : Bibliska bilder
- 1962 : Värmlänningarna
- 1962 : Kvartetten som sprängdes
- 1962 : Trasiga änglar
- 1962 : Fru Warrens yrke
- 1962 : Dödsdansen
- 1962 : Paria
- 1962 : Sex roller söka en författare
- 1962 : Välkomstmiddag
- 1963 : Ett drömspel
- 1966 : Patrasket
- 1966 : Tartuffe
- 1966 : Pyromanerna
- 1967 : Gengångare
- 1967 : Fadren
- 1968 : Pygmalion
- 1970 : Frida och hennes vän
- 1974 : Jourhavande
- 1977 : Soldat med brutet gevär
- 1981 : Svartskallen
- 1983 : Farmor och vår Herre
- 1983 : Polskan och puckelryggen
- 1984 : Martin Frosts imperium
- 1985 : Lösa förbindelser

## Teatro (selección)

### Actor
- 1930 : Topaze, de Marcel Pagnol, dirección de Gustaf Linden, Dramaten
- 1930 : Ungkarlspappan, de Edward Childs Carpenter, dirección de Olof Molander, Dramaten
- 1931 : Thalias barn, de Tor Hedberg, dirección de Gustaf Linden, Dramaten
- 1931 : Caprice, de Geza Silberer, dirección de Gösta Ekman (sénior), gira[3]
- 1931 : Hans nåds testamente, de Hjalmar Bergman, dirección de Per Lindberg, Vasateatern[4]
- 1931 : Mammas förflutna, de Paul Osborn, dirección de Tollie Zellman, Vasateatern[5]
- 1932 : Den förste Bernadotte, de Herbert Grevenius, dirección de Per Lindberg, Konserthusteatern[6]
- 1932 : Till Hollywood, de George S. Kaufman y Marc Connelly, dirección de Gösta Ekman (sénior), Vasateatern[7]
- 1932 : Kanske en diktare, de Ragnar Josephson, dirección de Gösta Ekman (sénior), Vasateatern[8][9]
- 1932 : Mästerkatten i stövlarna, de Palle Rosenkrantz, dirección de Gösta Ekman (sénior), Vasateatern[10]
- 1932 : Broadway, de Philip Dunning y George Abbott, dirección de Mauritz Stiller, Vasateatern[11]
- 1932 : Adam och Evorna, de Sigurd Hoel y Helge Krog, dirección de Gösta Ekman (sénior), Folkan[12]
- 1932 : I de bästa familjer, de Anita Hart y Maurice Braddell, dirección de Gösta Ekman (sénior), Folkan[13]
- 1933 : En caprice, de Sil Vara, dirección de Gösta Ekman (sénior), Vasateatern[14]
- 1933 : I de bästa familjer, de Anita Hart y Maurice Braddell, dirección de Gösta Ekman (sénior), Vasateatern[15]
- 1933 : Middag kl. 8, de George S. Kaufman y Edna Ferber, dirección de Gösta Ekman (sénior), Vasateatern[16][17]
- 1933 : Banken, de Louis Verneuil, dirección de Hjalmar Peters, Vasateatern[18]
- 1933 : La tía de Carlos (obra de teatro), de Brandon Thomas, Folkan[19]
- 1933 : I de bästa familjer, de Anita Hart y Maurice Braddell, dirección de Gösta Ekman (sénior), Vasateatern
- 1934 : Hamlet, de William Shakespeare, dirección de Per Lindberg, Vasateatern[20][21]
- 1934 : Långfredag, de John Masefield, dirección de Per Lindberg, Vasateatern[22]
- 1934 : Män i vitt, de Sidney Kingsley, dirección de Per Lindberg, Vasateatern[23]
- 1934 : Natten till den 17:de april, de Lajos Zilahy, dirección de Gunnar Olsson, Vasateatern[24][25]
- 1934 : Hennes majestät modern, de Sidney Howard, dirección de Pauline Brunius, Vasateatern[26]
- 1935 : Karriär-karriär, de Gábor Drégely, dirección de Gösta Ekman (sénior), Vasateatern[27][28]
- 1935 : Sådana tider, de Édouard Bourdet, dirección de Per Lindberg, Vasateatern[29]
- 1935 : Noak, de André Obey, dirección de Per Lindberg, Vasateatern[30]
- 1935 : Innanför grindarna, de Sean O'Casey, dirección de Per Lindberg, Vasateatern[31]
- 1935 : El mercader de Venecia, de William Shakespeare, dirección de Per Lindberg, Vasateatern[32]
- 1936 : Ljuva ungdomstid, de Eugene O'Neill, dirección de Rune Carlsten, Dramaten
- 1936 : La dama duende, de Calderón de la Barca, dirección de Olof Molander, Dramaten
- 1936 : Fridas visor, de Birger Sjöberg, dirección de Rune Carlsten, Dramaten
- 1937 : Vår ära och vår makt, de Nordahl Grieg, dirección de Alf Sjöberg, Dramaten
- 1937 : Khaki, de Paul Raynal, dirección de Alf Sjöberg, Dramaten
- 1938 : En sån dag!, de Dodie Smith, dirección de Rune Carlsten, Dramaten
- 1938 : Spel på havet, de Sigfrid Siwertz, dirección de Alf Sjöberg, Dramaten
- 1939 : Paul Lange och Tora Parsberg, de Bjørnstjerne Bjørnson, dirección de Rune Carlsten, Dramaten
- 1939 : Nederlaget, de Nordahl Grieg, dirección de Svend Gade, Dramaten
- 1939 : Kejsaren av Portugallien, de Selma Lagerlöf, dirección de Rune Carlsten, Dramaten
- 1940 : Mucho ruido y pocas nueces, de William Shakespeare, dirección de Alf Sjöberg, Dramaten
- 1940 : De ratones y hombres, de John Steinbeck, dirección de Alf Sjöberg, Dramaten
- 1941 : Gudarna le, de A.J. Cronin, dirección de Carlo Keil-Möller, Dramaten
- 1942 : Beredskap, de Gunnar Ahlström, dirección de Alf Sjöberg, Dramaten
- 1942 : Kvinnan väntar, de Artur Lundkvist, dirección de Anna Norrie y Sandro Malmquist, Folkan[33]
- 1944 : Innanför murarna, de Henri Nathansen, dirección de Carlo Keil-Möller, Dramaten
- 1948 : De vises sten, de Pär Lagerkvist, dirección de Alf Sjöberg, Dramaten
- 1948 : Släktmötet, de T. S. Eliot, dirección de Alf Sjöberg, Dramaten
- 1949 : Muerte de un viajante, de Arthur Miller, dirección de Alf Sjöberg, Dramaten
- 1949 : En dag av tusen, de Maxwell Anderson, dirección de Olof Molander, Dramaten
- 1950 : Brand, de Henrik Ibsen, dirección de Alf Sjöberg, Dramaten
- 1952 : De vises sten, de Pär Lagerkvist, dirección de Alf Sjöberg, Dramaten
- 1957 : Pigmalión, de George Bernard Shaw, dirección de John Zacharias, Norrköping-Linköping stadsteater
- 1958 : Richard II, de William Shakespeare, dirección de Olof Widgren y John Zacharias, Norrköping-Linköping stadsteater
- 1960 : Hamlet, de William Shakespeare, dirección de Alf Sjöberg, Dramaten
- 1960 : Till Damaskus, del I, de August Strindberg, dirección de Olof Molander, Dramaten
- 1963 : Ställföreträdaren, de Rolf Hochhuth, dirección de Stig Torsslow, Dramaten
- 1964 : Hedda Gabler, de Henrik Ibsen, dirección de Ingmar Bergman, Dramaten[34]
- 1966 : Meteoren, de Friedrich Dürrenmatt, dirección de John Zacharias, Norrköping-Linköping stadsteater
- 1968 : Hadrianus VII, de Peter Luke a partir de la novela de Frederick Rolfe, dirección de Gösta Folke, Malmö stadsteater
- 1969 : Den avsvimmade hästen, de Françoise Sagan, Malmö stadsteater
- 1970 : Kung Johan, de Friedrich Dürrenmatt, dirección de Lars Gerhard Norberg, Norrköping-Linköping stadsteater
- 1970 : Galilei, de Bertolt Brecht, dirección de Torsten Sjöholm, Norrköping-Linköping stadsteater
- 1971 : Äktenskapsskolan, de Molière, dirección de Eva Sköld, Malmö stadsteater
- 1971 : Coctailpartyt, de T. S. Eliot, dirección de Eva Sköld, Malmö stadsteater
- 1972 : Un enemigo del pueblo, de Henrik Ibsen, dirección de Torsten Sjöholm, Norrköping-Linköping stadsteater
- 1976 : Ingen mans land, de Harold Pinter, dirección de Josef Halfen, Malmö stadsteater
- 1979 : Platonov, de Antón Chéjov, dirección de Otomar Krejča, Stockholms stadsteater

### Director
- 1958 : Richard II, de William Shakespeare, adaptación de Johan Henrik Thomander y Carl August Hagberg, Norrköping-Linköping stadsteater, dirigida con John Zacharias

## Radioteatro
- 1953 : Midsommar, de August Strindberg, dirección de Palle Brunius[35]